# Nightrain
"Nightrain" je pjesma američkog hard rock sastava Guns N' Roses, objavljena u kasnim 80-ima. To je treća pjesma na njihovom debitantskom albumu, Appetite for Destruction.
Pjesma je u čast neslavne marke jeftinog kalifornijskog vina, 'Night Train', koje je bilo popularno u sastavu u ranim danima, najviše zahvaljujući niskoj cijeni i velikom sadržaju alkohola.
Prema sastavu, pjesma je bila napisana u 'elementu' ('in situ'), drugim riječima, dok su pili Night Train. Neki izvori tvrde da je prva verzija bila izvikana (vjerojatno od Axla) dok se vraćao nazad u stan iz trgovine.
Pjesma je također značajna kao vjerojatno jedina pjesma Gn'R-a koja se smatra da govori o zlouporabi supstanci u pozitivnom svjetlu.  Većina njihovih pjesama se fokusira na negativne aspekte života i želji da se izbjegnu.

### Zanimljivosti
- "Nightrain" je jedini singl Gn'R-a s Appetite for Destruction koji nije imao svoj video spot.

- Pjesma je često otvarala koncerte sastava tijekom njihove Use Your Illuson turneje.

- E & J Gallo Winery, proizvođač vina Night Train je kontaktirao sastav nakon izlaska albuma da ih izvjesti da su trebali kupiti prava na ime Night Train (vjeruje se da je ime pjesme promijenjeno u Nightrain u pokušaju da se to izbjegne). Proizvođač je kasnije odlučio da će prihvatiti porast prodaje od 300% kao alternativnu isplatu.

## Vanjska poveznica
- Riječi pjesme Nightrain